# Der leere Raum
Der leere Raum ist ein Musikfilm von Ray van Zeschau zum gleichnamigen Titel der Freunde der italienischen Oper
Das Lied des Filmes wurde auf der vierten Platte der Freunde der italienischen Oper Kassandras Komplex veröffentlicht, der am 3. Oktober 2024 im Schauspielhaus des Staatsschauspiel Dresden, anlässlich der Schallplattenveröffentlichungs-Premiere "Kassandras Komplex" seine Premiere feierte.  Am 14. März 2025 beging das Werk seine Kinoweltpremiere, anlässlich des 29. Sofia International Filmfestivals, zu der man Ray van Zeschau und Rainer A. Schmidt eingeladen hatte, Filme ihrer DDR-Undergroundfilmgruppe FESA, sowie Filme der Freunde der italienischen Oper im Sonderprogramm ПИКНИК В РАЙОНА НА ЗОНАТА – (Picknick am Zonenrand) aufzuführen.
In dem Lied beschreibt Sänger Ray van Zeschau die letzten Stunden mit seinem sterbenden Onkel (Ljuben Stoev) in einem Sofioter Hospiz, die im Film durch dokumentarische und gedrehtes Material bebildert werden. Der leere Raum ist eine Art Parallelfilm zum Dokumentarfilm Mein Onkel Lubo, der auch Material aus dem Film enthält, um eine künstlerische und auch emotionale Bindung zu beiden Filmen herzustellen.